# Alessandro Ragaini
Alessandro Ragaini (Jesi, 2 agosto 2006) è un nuotatore italiano, specializzato nello stile libero.

## Caratteristiche tecniche
È noto per la sua versatilità nel mezzofondo e per la capacità di mantenere elevate velocità nelle fasi finali delle gare. La sua rapida ascesa nel panorama internazionale lo rende uno dei talenti emergenti del nuoto italiano.

## Biografia
Rappresenta il gruppo sportivo dei Carabinieri e si allena sotto la guida di Andrea Cavalletti.
Nel 2022 ha contribuito alla vittoria della medaglia d'oro da parte della staffetta 4x200 metri stile libero agli europei giovanili di Otopeni ed ai mondiali giovanili di Lima.
L'anno seguente, agli europei giovanili di Belgrado, ha ottenuto l'oro nella stessa staffetta e due medaglie d'argento, nei 200 e nei 400 metri stile libero. Sempre nel 2023, ai mondiali giovanili di Netanya, ha conquistato l'argento nei 200 metri stile libero (dove ha stabilito il record italiano giovanile) e nei 400 metri stile libero, oltre ad un bronzo nei 200 metri farfalla.
Nel 2024 debutta con la nazionale assoluta durante i mondiali di Doha, durante i quali ha partecipato alla staffetta 4x200 metri stile libero contribuendo al raggiungimento del 5º posto finale. Successivamente, durante i campionati italiani assoluti, ha vinto i 200 metri stile libero con un tempo di 1'45"83, stabilendo il nuovo record italiano juniores e cadetti e ottenendo la qualificazione per le Olimpiadi di Parigi. Nel corso della sua prima partecipazione olimpica Ragaini ha gareggiato nei 200 metri stile libero, classificandosi al 14º posto, e nella staffetta 4x200 metri stile libero, dove l'Italia ha ottenuto il 10º posto. Sempre nel 2024 vince due ori agli europei giovanili di Vilnius (nei 400 metri stile libero e nella staffetta 4x200 metri stile libero) e un bronzo, nella medesima staffetta, ai mondiali in vasca corta di Budapest, nuotando in quest'ultimo caso solamente in batteria.

## Palmarès

### Competizioni internazionali
| Anno | Manifestazione          | Sede            | Evento          | Risultato         | Prestazione | Note   |
| ---- | ----------------------- | --------------- | --------------- | ----------------- | ----------- | ------ |
| 2022 | Europei giovanili       | Otopeni         | 4x200m sl       | Oro               | 7'17"41     |        |
| 2022 | EYOF                    | Banská Bystrica | 200m farfalla   | Argento           | 2'02"08     |        |
| 2022 | EYOF                    | Banská Bystrica | 4x100m sl       | Oro               | 3'24"14     |        |
| 2022 | EYOF                    | Banská Bystrica | 4x100m sl mista | Oro               | 3'37"70     |        |
| 2022 | EYOF                    | Banská Bystrica | 4x100m misti    | Bronzo            | 3'49"42     |        |
| 2022 | Mondiali giovanili      | Lima            | 4x200m sl       | Oro               | 7'17"08     |        |
| 2023 | Europei giovanili       | Belgrado        | 200m sl         | Argento           | 1'47"76     |        |
| 2023 | Europei giovanili       | Belgrado        | 400m sl         | Argento           | 3'48"42     |        |
| 2023 | Europei giovanili       | Belgrado        | 4x200m sl       | Oro               | 7'17"42     |        |
| 2023 | Mondiali giovanili      | Netanya         | 200m sl         | Argento           | 1'47"28     |        |
| 2023 | Mondiali giovanili      | Netanya         | 400m sl         | Argento           | 3'46"66     |        |
| 2023 | Mondiali giovanili      | Netanya         | 200m farfalla   | Bronzo            | 1'57"79     |        |
| 2024 | Mondiali                | Doha            | 4x200m sl       | 5º                | 7'07"00     |        |
| 2024 | Europei giovanili       | Vilnius         | 400m sl         | Oro               | 3'47"96     |        |
| 2024 | Europei giovanili       | Vilnius         | 4x200m sl       | Oro               | 7'12"15     |        |
| 2024 | Giochi olimpici         | Parigi          | 200m sl         | 14º in semifinale | 1'47"08     |        |
| 2024 | Giochi olimpici         | Parigi          | 4x200m sl       | 10º in batteria   | 1'48"08     |        |
| 2024 | Mondiali in vasca corta | Budapest        | 200m sl         | 21º in batteria   | 1'43"92     |        |
| 2024 | Mondiali in vasca corta | Budapest        | 200m farfalla   | 22º in batteria   | 1'55"23     |        |
| 2024 | Mondiali in vasca corta | Budapest        | 4x200m sl       | Bronzo            | 6'46"51     | [ 11 ] |

### Campionati Italiani
| Anno | Edizione    | st.libero 50 m | st.libero 100 m | st.libero 200 m | st.libero 400 m | farfalla 200 m | st.libero 4×100 m | st.libero 4×200 m | mista 4×100 m |
| ---- | ----------- | -------------- | --------------- | --------------- | --------------- | -------------- | ----------------- | ----------------- | ------------- |
| 2023 | Invernali   | -              | -               | 2               | -               | -              | -                 | -                 | -             |
| 2024 | Primaverili | -              | -               | 1               | -               | -              | 2                 | 2                 | -             |
| 2024 | Invernali   | -              | -               | -               | -               | 2              | -                 | -                 | -             |
| 2025 | Primaverili | -              | -               | -               | -               | 3              | 3                 | 3                 | -             |